# تمبو دي أكيدر
تمبو دي أكيدر (بالإنجليزية: Tempo di uccidere)‏ هو فيلم دراما تم إنتاجه في إيطاليا وصدر في سنة 1989. من بطولة نيكولاس كيج.

## روابط خارجية
- تمبو دي أكيدر على موقع IMDb (الإنجليزية)
- تمبو دي أكيدر على موقع روتن توميتوز (الإنجليزية)
- تمبو دي أكيدر على موقع نتفليكس (الإنجليزية)
- تمبو دي أكيدر على موقع ألو سيني (الفرنسية)
- تمبو دي أكيدر على موقع Turner Classic Movies (الإنجليزية)
- تمبو دي أكيدر على موقع أول موفي (الإنجليزية)
- تمبو دي أكيدر على موقع فيلمافينيتي (الإسبانية)
- تمبو دي أكيدر على موقع قاعدة بيانات الأفلام السويدية (السويدية)
- تمبو دي أكيدر على موقع قاعدة بيانات الفيلم (الإنجليزية)
- تمبو دي أكيدر على موقع ليتربوكسد (الإنجليزية)